# Особая экономическая зона

Особая экономическая зона «Алабуга» в Елабуге

Осо́бая экономи́ческая зо́на, или свобо́дная экономи́ческая зо́на (сокр. ОЭЗ, или СЭЗ) — ограниченная территория с особым юридическим статусом по отношению к остальной территории государства. Часто особый статус выражается в льготных налоговых или таможенных условиях для национальных или иностранных предпринимателей. Главная цель создания таких зон — решение задач социально-экономического развития государства, отдельных регионов или отраслей.

## Понятие ОЭЗ
Существует смешение понятий в рамках данной темы ввиду существования различных родительских понятий:
1. в рамках российского законодательства[1] обобщённое понятие — «особая экономическая зона» (ОЭЗ)
2. в рамках некоторых учебников и научных статей[2] — «свободная экономическая зона» (СЭЗ).
3. в рамках системы/терминологии «комплексных экономических зон».
4. в рамках англоязычного понятия «special economic zone», переводимого как «особая экономическая зона» (ОЭЗ). Но иногда переводят дословно, «специальная экономическая зона» (СЭЗ), что может вносить путаницу.
5. в рамках системы/терминологии «Зоны свободной торговли» как подсистема «торговой особой экономической зоны» (Торговых ОЭЗ).
  - Существует понятие зоны свободной торговли (free trade area) как степени интеграции по Беле Балашша, суть которого заключается в предоставлении беспошлинного режима для товаров стран-подписантов на основе договора, подписанного странами-подписантами, в некоторых случаях на всей территории стран-подписантов.
  - существует понятие зоны свободной торговли (free trade area) в рамках классификации торговых ОЭЗ, которая:
    - действует на основе решения внутри одной страны (в случае трансграничных зон — нескольких стран);
    - действует для всех стран, выполнивших критерии;
    - может действовать не только в отношении товаров;
    - часто предоставляются льготы, таможенные и другие.

При этом и в английском языке существует смешение понятий. Например, зона свободной торговли как этап интеграции называется как free trade zone, как и зона свободной торговли как торговая ОЭЗ.

## Цели создания ОЭЗ
С точки зрения государства:
- Привлечение прямых иностранных капиталов, передовых технологий производства товаров и услуг;
- Создание новых рабочих мест для высококвалифицированного персонала;
- Развитие экспортной базы;
- Импортозамещение;
- Апробация новых методов менеджмента и организации труда.

С точки зрения инвесторов:
- Приближение производства к потребителю;
- Минимизация затрат на таможенные пошлины;
- Доступ к инфраструктуре;
- Использование более дешёвой рабочей силы;
- Снижение административных барьеров;
- Развитие территории.

## Классификация ОЭЗ
ОЭЗ классифицируются: по видам хозяйственной деятельности, по степени организации, по степени интеграции в национальную экономику, по принципу национальности и по системам предоставляемых льгот.

### По видам хозяйственной деятельности
- Торговая зона (ТЗ) — территория, выведенная за пределы национальной таможенной территории. Внутри проводятся операции по складированию товаров и их предпродажной подготовке (упаковка, маркировка, контроль качества и тому подобное). Отличаются достаточно быстрой окупаемостью. Основные виды:
  - Свободные порты
  - Свободные города
  - Зоны свободной торговли (не путать с ЗСТ-интеграцией)
  - Свободные таможенные зоны
  - Магазины беспошлинной торговли
- Промышленно-производственная зона (ППЗ) — часть национальной таможенной территории, внутри которой налажено производство конкретной промышленной продукции; при этом инвесторам предоставляются различные льготы. Часто может служить целям экспортного ориентирования или импортозамещения. Основные виды:
  - Зона одной отрасли
  - Зона одного предприятия
  - Экспортно-производственная зона
  - Промышленный парк
- Технико-внедренческая зона (ТВЗ) — территория, выведенная за пределы национальной таможенной территории, внутри которой размещаются научно-исследовательские, проектные, конструкторские бюро и организации. Нацелены на разработку НИОКР и коммерциализацию результатов. Некоторые виды:
  - технопарк
  - технополис
- Сервисная зона — территория с льготным режимом для фирм, занятых оказанием финансовых и нефинансовых услуг (экспортно-импортными операциями, операциями с недвижимостью, перевозками). Основные виды:
  - Зона свободных банковских услуг
  - Зона свободных финансовых услуг
  - Зона свободных страховых услуг
  - Зона свободных туристско-рекреационных услуг
  - Офшорная зона — отдельно, но есть отличия.
- Комплексные зоны — представляют собой зоны с льготным режимом хозяйственной деятельности на территории отдельного административного района. Это зоны свободного предпринимательства в Западной Европе, Канаде, сформированные в депрессивных районах, специальные экономические зоны в Китае, территории особого режима в Аргентине, Бразилии. Некоторые виды:
  - Свободная зона
  - Свободная экономическая зона
  - Особая экономическая зона

### По степени организации
- Территориальные ОЭЗ — льготы предоставляются на конкретной территории, часто присутствует развитая инфраструктура. Их виды:
  - Анклавные зоны — либеральная политика, но в области лишь одного региона, что снижает их связи с другими регионами страны. Бывают часто свободными портами, зонами свободной торговли (отличать от ЗСТ-степень интеграции!), экспортно-производственные зоны.
  - Открытые зоны — существует политика таможенного контроля, но нет такого особого ограничения, что делает их более связанными с другими регионами. Часто бывают комплексными зонами, зонами услуг: финансовых, туристско-рекреационных.
- Функциональные ОЭЗ — льготы предоставляются под конкретную деятельность, причём размещаться предприятие может быть в любом месте страны. По факту, компаниям предоставляется свободный экономический режим в зависимости от того, в какие сферы намерено государство привлекать компании. Часто бывают экспортоориентированных компаний.
- Территориально-функциональные ОЭЗ — наличествуют признаки обоих предыдущих типов зон.
  - Бывает чаще всего, как смешанное ОЭЗ.

### По степени интеграции в национальную экономику
- Зоны, интегрированные в национальную экономику. Ориентир — развитие связей с отраслями национальной экономики, не входящими в зону; помощь в решении проблемы экспортного производства; повышение технологического уровня производства; повышение качества продукции, удовлетворение внутренних потребностей. Бывают часто комплексными, технико-внедренческими и пр.
- Анклавные (экспортно-ориентированные). Производство ориентировано на экспорт и пополнение валютной выручки, а связь с внутренней экономикой минимальна. То есть работа в рамках программ сбыта товаров на внешнем рынке. Бывают часто торговыми и промышленно-производственными: зоны одного предприятия, экспортно-производственные зоны, разные высоко-технологичные компании.

### По принципу национальности
- Национальные — действующие в рамках одного государства.
- Трансграничные — действующие в рамках двух и более государств. Примеры:
  - В 1950-е гг. создавали в практике ЕС еврорегионы до 100 штук, в которых участвует сейчас даже Россия; «Треугольник экономического роста», «Зоны экономического роста» в рамках АТЭС. Затем такие зоны стали создаваться даже в Африке.[источник не указан 2381 день]

### По системам льгот
- Налоговые «каникулы» — частичное или полное освобождение инвесторов от уплаты налогов на собственность и имущество, НДС и т. п. (в соответствии с законом об ОЭЗ, вступивший в силу 1 января 2006 года: резиденты ППЗ на пять лет освобождаются от уплаты земельного, имущественного и транспортного налогов, на 4 % (до 16 %) снижается налог на прибыль. Для ТВЗ также предусматривается снижение ставки ЕСН с 26 % до 14 %).[6]
- Торговые, или таможенные (импорт) льготы — частичное или полное освобождение от импортных пошлин на полуфабрикаты, сырье и т. п., ввозимых для использования внутри зоны;
- Таможенные (экспорт) льготы — частичное или полное освобождение от экспортных пошлин на изготовленную внутри зоны продукцию.
- Финансовые льготы — инвестиционные субсидии, государственные льготные кредиты, сниженные ставки на оплату коммунальных услуг и аренду производственных помещений.
- Административные льготы — упрощенный порядок регистрации предприятий, упрощенный порядок въезда-выезда иностранных граждан, беспрепятственный вывоз правомерно полученной прибыли иностранными гражданами за рубеж.

## В других странах
В США существует более 50 ОЭЗ, через которые проходит 3 % национального импорта и 2,5 % экспорта, в Южной Корее — 170.
Так, в Белоруссии в каждой из административных областей создано по одной свободной экономической зоне: «Брест», «Витебск», «Гродноинвест», «Гомель-Ратон» (увеличена в 2011 г.), «Минск» (частично расположена в г. Минске, который не входит в состав Минской области), «Могилёв».

### Африка

#### Особая экономическая зона Габона (СЭЗ «Нкок»)
Созданная в 2010 году при сотрудничестве с сингапурской компанией «Олам Интернейшнл Лтд», СЭЗ «Нкок» занимает площадь 1,1 тыс. га и расположена в 30 км от столицы Либревиля. Зона ориентирована на развитие промышленности, включая переработку древесины, производство ферросплавов и фармацевтики, а также создание рабочих мест. Резиденты получают льготы: освобождение от таможенных пошлин на оборудование, нулевые ставки НДС и налога на имущество, льготные тарифы на электроэнергию. Проект реализуется в формате государственно-частного партнёрства — 60% акций принадлежат правительству Габона, 40% — сингапурскому партнёру. Инфраструктура включает железнодорожный терминал и порт Оуэндо, что усиливает её роль как центра развития Центральной Африки.

#### Особая экономическая зона Того
Первая в Западной Африке ОЭЗ, созданная в 1989 году, изначально охватывала порт Ломе и аэропорт, позже распространившись на всю страну. Ключевые требования: 75% продукции на экспорт и трудоустройство местных жителей. Льготы включают аренду земли за 0,5 евро/кв.м на 30 лет, отмену пошлин, нулевой корпоративный налог первые 10 лет (после — 15%). Того позиционирует Ломе как финансовый центр, привлекая организации вроде Западноафриканского банка развития (BOAD) и Экономического сообщества стран Западной Африки (CEDEAO). Это способствует интеграции в региональные структуры, такие как Западноафриканский валютный союз (UEMOA).

#### Свободный порт Маврикия
Основанный в 1992 году, Свободный порт Порт-Луи объединяет около 500 компаний и служит ключевым логистическим хабом для Восточной и Южной Африки. Резиденты получают беспошлинный ввоз товаров, освобождение от налога на прибыль и репатриацию капитала. Зона входит в региональные объединения — COMESA и SADC, обеспечивая доступ к рынку 400 млн потребителей. Для работы требуется сертификат экспортера и лицензия (оператора, частного или стороннего). Инфраструктура включает контейнерный терминал и аэропорт, что делает Маврикий центром реэкспорта, аналогичным сингапурской модели.

#### Международная зона свободной торговли Джибути (DIFTZ)
Запущенная в 2018 году при китайских инвестициях в 3,5 млрд долларов, DIFTZ занимает 4,8 тыс. га и позиционируется как крупнейший африканский торгово-логистический хаб. Управляется совместно с China Merchant Group, Dalian Port Authority и IZP. Льготы включают отсутствие налогов на прибыль, имущество и НДС. Зона интегрирована с портом Джибути и железной дорогой до Аддис-Абебы, обслуживая 95% импорта Эфиопии. Терминалы DCT и HDTL обеспечивают обработку судов класса Panamax и хранение нефтепродуктов. Проект поддерживается соседними странами, такими как Эфиопия и Уганда, укрепляя позиции Джибути в регионе «Африканского рога».

### Армения
Решение о создании свободных экономических зон на территории Армении было принято в 2011 году. В 2018 году была создана дополнительная СЭЗ с майнинговым центром (ECOS-M) для IT-компаний. Главной задачей данной СЭЗ является создание условий для развития высокотехнологичных проектов в Армении, работающих на базе искусственного интеллекта и машинного обучения. В данный момент на территории Армении существуют 4 свободных экономических зоны:
- СЭЗ «Мегри»
- СЭЗ «Альянс»
- СЭЗ «Меридиан»
- СЭЗ «ECOS»

### Беларусь

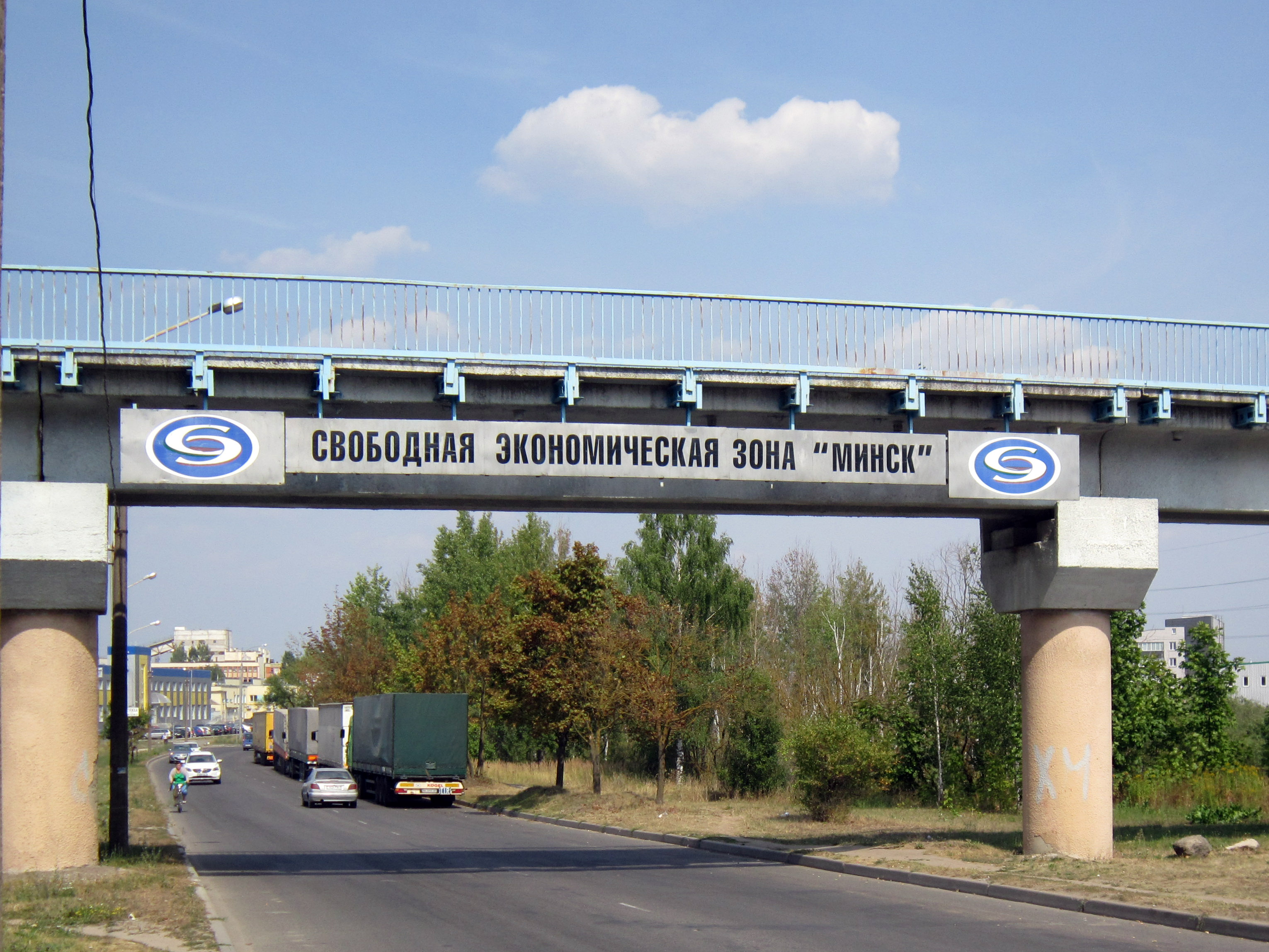
Знак «Свободная экономическая зона „Минск“» (Заводской район, микрорайон Шабаны)

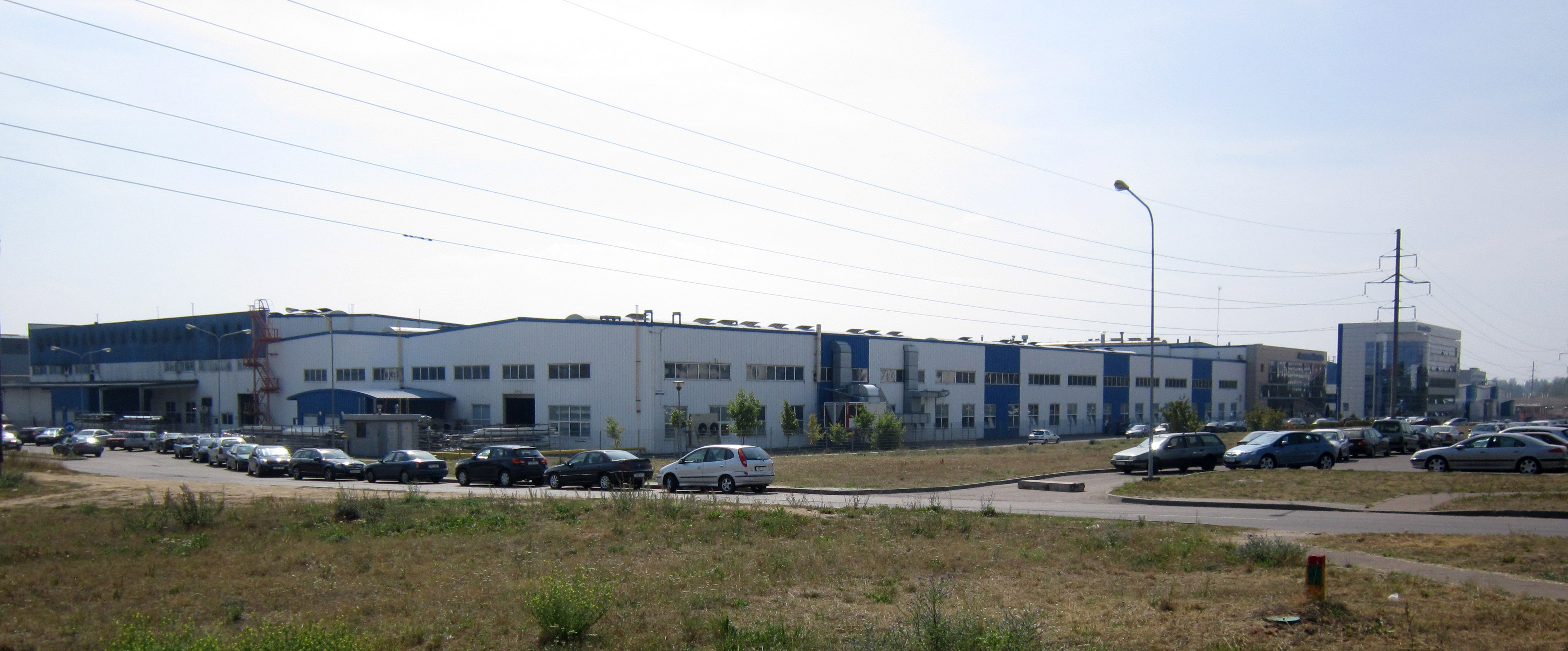
Одно из предприятий — резидентов свободной экономической зоны «Минск»

Работа по созданию и развитию СЭЗ в Беларуси была начата в 1990-е годы. В качестве территорий под создание СЭЗ были выбраны отдельные районы областных центров. В Белоруссии функционируют 6 свободных экономических зон, в числе которых «Брест», «Гомель-Ратон», «Минск», «Витебск», «Могилев» и «Гродноинвест». Все СЭЗ Белоруссии являются комплексными по характеру экономической деятельности, что проявляется в выполнении ими производственной, экспортной и таможенной функций. В стадии разработки находится проект по организации специализированной СЭЗ туристско-рекреационного типа «Несвиж-Минск».
Первая СЭЗ «Брест» в Белоруссии была создана в 1996 году. Процесс становления СЭЗ включал два этапа. На первом (1997—2000 г.) акцент делался на формирование необходимых основ производственной и социальной инфраструктуры многоотраслевого комплекса взаимосвязанных производств, в том числе экспортной ориентации, для решения задач последующих этапов развития зоны.
Второй этап (2000—2005 гг.) предусматривал становление и наращивание производственного потенциала зоны в соответствии с её специализацией, создание высокоэффективного производственно-инновационного комплекса предприятий экспортного и импортозамещающего характера, развитие туристско-рекреационной и других видов деятельности. На практике СЭЗ «Брест» создавалась практически на чистом месте, при отсутствии привлекательных условий для инвесторов.
Проблема отсутствия необходимых элементов инфраструктуры для функционирования промышленных производств являлась главной и для СЭЗ «Витебск». Также на территории СЭЗ отсутствовали склады временного хранения, где должны производиться оперативное таможенное управление и контроль всех поступающих и вывозимых грузов. Проблемность развития выражается через необходимость инвестиций, либо одним резидентом СЭЗ, или участие в совместном строительстве.
Более благоприятные стартовые условия для создания СЭЗ были в районах городов Минск, Гомель, Гродно и Могилёв. Во-первых, эти центры имели необходимую инфраструктуру, инженерные коммуникации, свободные земельные площади для производственной деятельности. Во-вторых, здесь присутствует развитая сеть автомобильных, железнодорожных и авиационных коммуникаций. В-третьих, наличие на границах СЭЗ свободных производственных мощностей действующих предприятий, объектов и строительства, а также земельных участков в районах перспективной промышленности.
Создание свободных экономических зон ставит целью привлечение иностранного капитала, при условии местного производства, с дальнейшим сбытом товаров (услуг) на экспорт. Суммарный экспорт СЭЗ Белоруссии в 2009 году составил 1176,86 млн долл., а импорт — 1146,94 млн долл. Сальдо равняется +29,91 млн долл. Ситуация изменилась в 2010 году. Экспорт товаров и услуг составил — 1571,24 млн долл., а импорт — 1588,89 млн долл. Соответственно сальдо внешней торговли −17,65 м млн долл.
Наибольшее количество резидентов занято в машиностроении и металлообработке, химической и нефтехимической промышленности. На эти сферы приходится порядка 48 % всех резидентов СЭЗ. Эти отрасли являются высокотехнологическими и требуют постоянных потоков финансовых ресурсов. Эффективность функционирования СЭЗ отражается через объём накопленных инвестиций.
Свободными экономическими зонами Белоруссии за период с 1998 по 2011 годы накоплено иностранного капитала на сумму в 559,87 млн долларов. В абсолютном выражении наибольший объём ППИ поступил из СЭЗ «Могилев», «Брест», «Минск». Чистые поступления прямых иностранных инвестиций от резидентов СЭЗ составили только 166,52 млн долл., соответственно 8 % от общего объёма прямых инвестиций в страну в 2011 г. Такие показатели ставят под сомнение эффективность функционирования СЭЗ Белоруссии. При наличии таможенных и налоговых льгот, которые в большинстве своем представлены отменой всяких выплат, резиденты СЭЗ не в состоянии качественно привлекать иностранный капитал.

### Гондурас
В 2013 году Национальный конгресс абсолютным большинством голосов принял органический закон изменивший конституцию страны, что дало возможность создавать особый тип территориальных образований — Zonas de Empleo y Desarrollo Económico (сокр. ZEDE, рус. зоны занятости и экономического развития).
Контроль над ZEDE со стороны государства осуществляет комиссия по внедрению лучших практик — CAMP (el Comité para la Adopción de Mejores Prácticas) утверждающая в качестве своего представителя технического секретаря, из числа предложенных девелопером гондурасцев по рождению. Технический секретарь разрабатывает и утверждает, после процедуры согласования внутри ZEDE, все её внутренние законы. Планируется, что после достижения населением ZEDE определённой в уставе численности, законы и их изменения будут приниматься через демократическую процедуру.
ZEDE самостоятельно определяет способ решения споров на своей территории кроме вопросов связанных с детьми и подростками, а также уголовных дел. Для ведения указанных судебных процессов Верховный суд Гондураса учредил специальный орган судебного управления отвечающий за установление юрисдикций судов в районах где действуют специальные режимы ZEDE.

#### Существующие ZEDE
- Próspera — ZEDE специализирующаяся на производстве и услугах. Расположена рядом с деревней Скала рака (нидерл.) на острове Роатан.[18] Законы Про́сперы допускают её расширение на континентальную часть Гондураса. 18 марта 2021 года был подтверждён её дополнительный участок около района Сатуе города Ла-Сейба, получивший название «Порт Сатуе».[19]
- Ciudad Morazán[20] — ZEDE специализирующаяся на организации сообществ жителей для малобюджетных производств (макил) и промышленных зон. Располагается около города Чолома в департаменте Кортес.
- ZEDE Orquídea в Чолутека специализируется на производстве овощей и организована компанией Agroalpha.[21] Расположена возле города Лас Тапас муниципалитета Сан Маркос де Колон (исп.). Agroalpha построила большие теплицы для выращивания продукции на экспорт. ZEDE Орхидея приняла общее право штата Делавэр США как свой частный закон.

### Грузия
- Кутаисская свободная индустриальная зона

### Китай
15 июля 1979 года ЦК КПК и Госсовет КНР приняли решение о создании особых экспортных районов в Шэньчжэне, Чжухае, Шаньтоу и Сямэне в качестве эксперимента. 16 мая 1980 года ЦК КПК и Госсовет КНР отменяет термин «особый экспортный район» и официально вводит понятие «специальная экономическая зона». В первые годы после введения политики реформ и открытости создание специальных экономических зон сыграло важную роль в развитии экономики страны, издании новых законов и правил, способствующих развитию рыночной экономики и расширению внешних экономических контактов.
Игорь Рогачёв отмечал:
Одно из достижений, которым китайцы вправе гордиться, это создание особых экономических зон. Вот восточное побережье Китая — это сплошные экономические зоны.
По замечанию В. В. Овчинникова:
Первые свободные экономические зоны на юге и востоке страны были прежде всего ориентированы на связи с Гонконгом и Тайванем.

### Россия
Особые экономические зоны — это территории, которые государство наделяет особым юридическим статусом и экономическими льготами для привлечения российских и зарубежных инвесторов в приоритетные для России отрасли. Создание и деятельность ОЭЗ регулируется Федеральным законом ФЗ-116 от 22 июля 2005 г.
Цель создания особых экономических зон в России — развитие высокотехнологичных отраслей экономики, импортозамещающих производств, туризма и санаторно-курортной сферы, разработка и производство новых видов продукции, расширение транспортно-логистической системы.
Развитием особых экономических зон в России занимается специально созданная управляющая компания — АО «Особые экономические зоны», единственным акционером которого является государство.
На территории ОЭЗ действует особый режим осуществления предпринимательской деятельности:
- Инвесторы получают созданную за счет средств государственного бюджета инфраструктуру для развития бизнеса, что позволяет снизить издержки на создание нового производства
- Благодаря режиму свободной таможенной зоны резиденты получают значительные таможенные льготы
- Предоставляется ряд налоговых преференций
- Система администрирования «одно окно» позволяет упростить взаимодействие с государственными регулирующими органами

На основании основного федерального закона в России существуют особые экономические зоны четырёх типов:
1. Промышленно-производственные зоны или промышленные ОЭЗ.
2. Tехнико-внедренческие зоны или инновационные ОЭЗ.
3. Портовые зоны.
4. Туристско-рекреационные зоны или туристические ОЭЗ.

Кроме того, действуют:
1. с 1991 года СЭЗ «Янтарь», ОЭЗ в Калининградской области, условия функционирования которой на настоящий момент оговорены в отдельном Федеральном законе № 16-ФЗ от 10.01.2006 г. Архивировано 22 мая 2014 года..
2. ОЭЗ в Магаданской области, условия функционирования которой на настоящий момент оговорены в отдельном Федеральном законе № 104-ФЗ от 31.05.1999 г. Архивировано 22 мая 2014 года..

Свободная экономическая зона:
1. СЭЗ в Республике Крым, СЭЗ в Севастополе. Статус СЭЗ начал действовать с 1 января 2015 года (на период в 25 лет с возможным продлением) и предусматривает некоторые особенности налогообложения в Крыму и Севастополе, особенности осуществления госконтроля, въезда, функционирования свободной экономической зоны[25][26][27].

### Южная Корея
В Южной Корее используется понятие FEZ (Free Economic Zone) — Свободная Экономическая Зона.
СЭЗ Республики Корея:
| Инчхон                              | Пусан — Чинхэ                         | Бухта Кванъян                                               |
| Инчхон (районы Ёнсугу, Чунгу, Согу) | Пусан (район Кансогу), Кённам (Чинхэ) | Чолла-намдо (Йосу, Сунчхон, Кванъян), Кёнсам-намдо (Хадонг) |

| Желтое море                                                        | Тэгу — Кёнсан-Пукто                                | Сэмангым — Кунсан          |
| Чхунчхон-намдо (Танджин, Асан, Сосан), Кёнгидо (Пхёнтхэк, Хвансон) | Тэгу, Кёнсан-Пукто (Кёнсан, Йончхон, Куми, Пхохан) | Чолла-Пукто (Кунсан, Пуан) |